# Liste der Nummer-eins-Hits in den Rhythmic Airplay Charts (2017)
Dies ist eine Liste der Nummer-eins-Hits in den Rhythmic Airplay Charts im Jahr 2017.

## Singles
| ← 2016 ← | Liste der Nummer-eins-Hits in den Rhythmic Airplay Charts | Liste der Nummer-eins-Hits in den Rhythmic Airplay Charts           | Liste der Nummer-eins-Hits in den Rhythmic Airplay Charts | 2018 →                    |
| \| Zeitraum \| Wo. ges. \| Interpret \| Titel Autor(en) \| Zusätzliche Informationen \| \| (Zeitraum, Wochen auf Platz eins, Interpret, Titel, Autor[en], zusätzliche Informationen) \| \| \| \| \| \| ----------------------------------------------------------------------------------------- \| -------- \| ------------------------------------------------------------------- \| ------------------ \| ------------------------- \| \| 24. Dezember 2016 – 27. Januar 2017 5 Wochen (insgesamt 5) \| 5 \| Rae Sremmurd feat. Gucci Mane \| Black Beatles \| – \| \| 28. Januar 2017 – 24. Februar 2017 4 Wochen (insgesamt 4) \| 4 \| Drake \| Fake Love \| – \| \| 25. Februar 2017 – 3. März 2017 1 Woche (insgesamt 1) \| 1 \| Machine Gun Kelly & Camila Cabello \| Bad Things \| – \| \| 4. März 2017 – 10. März 2017 1 Woche (insgesamt 2) \| 2 \| Big Sean \| Bounce Back \| – \| \| 11. März 2017 – 24. März 2017 2 Wochen (insgesamt 2) \| 2 \| Migos feat. Lil Uzi Vert \| Bad and Boujee \| – \| \| 25. März 2017 – 31. März 2017 1 Woche (insgesamt 2) \| 2 \| Big Sean \| Bounce Back \| – \| \| 1. April 2017 – 7. April 2017 1 Woche (insgesamt 1) \| 1 \| The Weeknd feat. Lana Del Rey \| Party Monster \| – \| \| 8. April 2017 – 14. April 2017 1 Woche (insgesamt 1) \| 1 \| Travis Scott feat. Kendrick Lamar \| Goosebumps \| – \| \| 15. April 2017 – 5. Mai 2017 3 Wochen (insgesamt 3) \| 3 \| Bruno Mars \| That’s What I Like \| – \| \| 6. Mai 2017 – 12. Mai 2017 1 Woche (insgesamt 2) \| 2 \| Kyle feat. Lil Yachty \| iSpy \| – \| \| 13. Mai 2017 – 19. Mai 2017 1 Woche (insgesamt 1) \| 1 \| DJ Khaled feat. Beyoncé & Jay-Z \| Shining \| – \| \| 20. Mai 2017 – 26. Mai 2017 1 Woche (insgesamt 2) \| 2 \| Kyle feat. Lil Yachty \| iSpy \| – \| \| 27. Mai 2017 – 2. Juni 2017 1 Woche (insgesamt 1) \| 1 \| Drake \| Passionfruit \| – \| \| 3. Juni 2017 – 23. Juni 2017 3 Wochen (insgesamt 3) \| 3 \| Kendrick Lamar \| Humble \| – \| \| 24. Juni 2017 – 30. Juni 2017 1 Woche (insgesamt 1) \| 1 \| Future \| Mask Off \| – \| \| 1. Juli 2017 – 28. Juli 2017 4 Wochen (insgesamt 4) \| 4 \| DJ Khaled feat. Justin Bieber, Quavo, Chance the Rapper & Lil Wayne \| I’m the One \| – \| \| 29. Juli 2017 – 4. August 2017 1 Woche (insgesamt 1) \| 1 \| French Montana feat. Swae Lee \| Unforgettable \| – \| \| 5. August 2017 – 29. September 2017 8 Wochen (insgesamt 8) \| 8 \| DJ Khaled feat. Rihanna & Bryson Tiller \| Wild Thoughts \| – \| \| 30. September 2017 – 6. Oktober 2017 1 Woche (insgesamt 1) \| 1 \| Kendrick Lamar feat. Rihanna \| Loyalty \| – \| \| 7. Oktober 2017 – 3. November 2017 4 Wochen (insgesamt 4) \| 4 \| Cardi B \| Bodak Yellow \| – \| \| 4. November 2017 – 10. November 2017 1 Woche (insgesamt 1) \| 1 \| Yo Gotti feat. Nicki Minaj \| Rake It Up \| – \| \| 11. November 2017 – 15. Dezember 2017 5 Wochen (insgesamt 6) \| 6 \| Post Malone feat. 21 Savage \| Rockstar \| – \| \| 16. Dezember 2017 – 29. Dezember 2017 2 Wochen (insgesamt 2) \| 2 \| G-Eazy feat. ASAP Rocky & Cardi B \| No Limit \| – \| \| 30. Dezember 2017 – 2. Januar 2018 1 Woche (insgesamt 1) \| 1 \| Kendrick Lamar feat. Zacari \| Love \| – \| |                                                           |                                                                     |                                                           |                           |
| ← 2016 |                                                           |                                                                     |                                                           | → 2018 →                  |
| Zeitraum | Wo. ges.                                                  | Interpret                                                           | Titel Autor(en)                                           | Zusätzliche Informationen |
| (Zeitraum, Wochen auf Platz eins, Interpret, Titel, Autor[en], zusätzliche Informationen) |                                                           |                                                                     |                                                           |                           |
| 24. Dezember 2016 – 27. Januar 2017 5 Wochen (insgesamt 5) | 5                                                         | Rae Sremmurd feat. Gucci Mane                                       | Black Beatles                                             | –                         |
| 28. Januar 2017 – 24. Februar 2017 4 Wochen (insgesamt 4) | 4                                                         | Drake                                                               | Fake Love                                                 | –                         |
| 25. Februar 2017 – 3. März 2017 1 Woche (insgesamt 1) | 1                                                         | Machine Gun Kelly & Camila Cabello                                  | Bad Things                                                | –                         |
| 4. März 2017 – 10. März 2017 1 Woche (insgesamt 2) | 2                                                         | Big Sean                                                            | Bounce Back                                               | –                         |
| 11. März 2017 – 24. März 2017 2 Wochen (insgesamt 2) | 2                                                         | Migos feat. Lil Uzi Vert                                            | Bad and Boujee                                            | –                         |
| 25. März 2017 – 31. März 2017 1 Woche (insgesamt 2) | 2                                                         | Big Sean                                                            | Bounce Back                                               | –                         |
| 1. April 2017 – 7. April 2017 1 Woche (insgesamt 1) | 1                                                         | The Weeknd feat. Lana Del Rey                                       | Party Monster                                             | –                         |
| 8. April 2017 – 14. April 2017 1 Woche (insgesamt 1) | 1                                                         | Travis Scott feat. Kendrick Lamar                                   | Goosebumps                                                | –                         |
| 15. April 2017 – 5. Mai 2017 3 Wochen (insgesamt 3) | 3                                                         | Bruno Mars                                                          | That’s What I Like                                        | –                         |
| 6. Mai 2017 – 12. Mai 2017 1 Woche (insgesamt 2) | 2                                                         | Kyle feat. Lil Yachty                                               | iSpy                                                      | –                         |
| 13. Mai 2017 – 19. Mai 2017 1 Woche (insgesamt 1) | 1                                                         | DJ Khaled feat. Beyoncé & Jay-Z                                     | Shining                                                   | –                         |
| 20. Mai 2017 – 26. Mai 2017 1 Woche (insgesamt 2) | 2                                                         | Kyle feat. Lil Yachty                                               | iSpy                                                      | –                         |
| 27. Mai 2017 – 2. Juni 2017 1 Woche (insgesamt 1) | 1                                                         | Drake                                                               | Passionfruit                                              | –                         |
| 3. Juni 2017 – 23. Juni 2017 3 Wochen (insgesamt 3) | 3                                                         | Kendrick Lamar                                                      | Humble                                                    | –                         |
| 24. Juni 2017 – 30. Juni 2017 1 Woche (insgesamt 1) | 1                                                         | Future                                                              | Mask Off                                                  | –                         |
| 1. Juli 2017 – 28. Juli 2017 4 Wochen (insgesamt 4) | 4                                                         | DJ Khaled feat. Justin Bieber, Quavo, Chance the Rapper & Lil Wayne | I’m the One                                               | –                         |
| 29. Juli 2017 – 4. August 2017 1 Woche (insgesamt 1) | 1                                                         | French Montana feat. Swae Lee                                       | Unforgettable                                             | –                         |
| 5. August 2017 – 29. September 2017 8 Wochen (insgesamt 8) | 8                                                         | DJ Khaled feat. Rihanna & Bryson Tiller                             | Wild Thoughts                                             | –                         |
| 30. September 2017 – 6. Oktober 2017 1 Woche (insgesamt 1) | 1                                                         | Kendrick Lamar feat. Rihanna                                        | Loyalty                                                   | –                         |
| 7. Oktober 2017 – 3. November 2017 4 Wochen (insgesamt 4) | 4                                                         | Cardi B                                                             | Bodak Yellow                                              | –                         |
| 4. November 2017 – 10. November 2017 1 Woche (insgesamt 1) | 1                                                         | Yo Gotti feat. Nicki Minaj                                          | Rake It Up                                                | –                         |
| 11. November 2017 – 15. Dezember 2017 5 Wochen (insgesamt 6) | 6                                                         | Post Malone feat. 21 Savage                                         | Rockstar                                                  | –                         |
| 16. Dezember 2017 – 29. Dezember 2017 2 Wochen (insgesamt 2) | 2                                                         | G-Eazy feat. ASAP Rocky & Cardi B                                   | No Limit                                                  | –                         |
| 30. Dezember 2017 – 2. Januar 2018 1 Woche (insgesamt 1) | 1                                                         | Kendrick Lamar feat. Zacari                                         | Love                                                      | –                         |